# Carlsberg
Carlsberg je dánská pivovarnická společnost založená v roce 1847 dánským sládkem Jacobem Christianem Jacobsenem.  V roce 2024 patřil mezi přední pivovary na světě s produkcí ve 35 zemích. Už v roce 2015 byl pivovar čtyřka na světovém pivovarnickém trhu, Její prémiovou značkou je Carlsberg Beer, které se vyrábí v pivovaru Carlsberg v hlavním městě Kodani.

## Historie
Historie piva Carlsberg sahá do počátku 19. století, kdy v Kodani založil pivovar Jacob Christian Jacobsen.Začal vyrábět pivo bavorského typu, které se lišilo od původního dánského piva typu hvidtøl, které se vaří z bílého sladu. V kodaňské čtvrti Valby postavil v roce 1847 pivovar, který pojmenoval Carlsberg. Název pivovaru je spojením dánského slova „bjerg", což mělo symbolizovat polohu pivovaru a jména jeho syna Carla, který později založil společnost Ny Carlsberg, která byla v roce 1906 sloučena s Carlsbergem a on se stal ředitelem. Carl Jacobsen také daroval městu Kodaň sochu Malé mořské víly.

### Růst ve 20. století
Carlsberg se postupně stal v Dánsku celorepublikově oblíbeným a zejména v prvních desetiletích po druhé světové válce začal zakládat výrobu i v zahraničí. V roce 1964 převzal výrobu novozélandského pivovaru Wiibroe a v roce 1966 pivovar vaří na Kypru v pivovarech Photos Photiades. Roku 1970 se spojil s další dánskou značkou Tuborg. Další velkou akvizicí bylo převzetí švýcarské pivovarnické společnosti Feldschlösschen Getränke v roce 2000 a severoněmeckého pivovaru Holstein Brauerei AG v roce 2004. V roce 2008 byla také ukončena výroba ve Valby a byla převedena do závodu Fredericia Bryggeri, který byl uveden do provozu 25. září 1979.
2022 - Carlsberg zpřístupňuje lahve na bio bázi a plně recyklovatelné.
Od roku 2014 vlastnil Carlsberg Breweries A/S v Česku Pivovar Žatec.

## Některé vyráběné druhy
- Carlsberg Pilsner
- Carlsberg Light
- Carlsberg Red Pilsner
- Carlsberg Sort Guld
- Carlsberg Elephant
- Carlsberg Master brew
- Carls Special
- Carls Dark
- Carls Ale
- Carls Hvede
- Carls Lager
- Carls Porter
- Jacobsen Brown Ale
- Jacobsen Dark Lager
- Jacobsen Saaz Blonde
- Semper Ardens Abbey Ale
- Semper Ardens Criollo Stout
- Semper Ardens First Gold I.P.A.
- Semper Ardens Winter Rye